# Ascidia challengeri
Ascidia challengeri is een zakpijpensoort uit de familie van de Ascidiidae. De wetenschappelijke naam van de soort is voor het eerst geldig gepubliceerd in 1882 door Herdman.